# Championnat du Sri Lanka de football 2000-2001
Navigation
Saison 1999 Saison 2004-2005
La saison 2000-2001 du Championnat du Sri Lanka de football est la dix-septième édition du championnat national de première division au Sri Lanka. Les vingt-deux meilleures équipes du pays sont regroupées au sein d'une poule unique où elles s'affrontent une seule fois au cours de la saison.
C'est le Saunders Sports Club qui remporte la compétition, après avoir terminé en tête du classement final, avec quatre points d'avance sur Negombo Youth Sports Club et six sur Jupiter SC. C'est le dixième titre de champion du Sri Lanka de l'histoire du club, qui réalise le doublé en s'imposant en finale de la Coupe du Sri Lanka face à son dauphin.

## Les clubs participants
- Saunders Sports Club
- Renown Sports Club
- Ratnam Sports Club
- Air Force Sports Club
- Jupiter SC
- Navy SC
- Youngsters SC
- Army SC
- Negombo Youth Sports Club
- Police SC
- Cooray SC
- Old Benedictans SC
- Java Lane SC
- Wanathamulla Youth SC
- New Youngs SC
- Maligawatte Youth SC
- Red Diamond SC
- Hyline SC
- York SC
- Pettah United SC
- Pelicans SC
- Blue Star Sport Club

## Compétition

### Classement
Le classement est établi sur le barème de points classique (victoire à 3 points, match nul à 1, défaite à 0).
| Rang | Équipe                    | Pts | J  | G  | N | P  | Bp | Bc | Diff |
| ---- | ------------------------- | --- | -- | -- | - | -- | -- | -- | ---- |
| 1    | Saunders Sports ClubC     | 55  | 21 | 18 | 1 | 2  | 81 | 10 | +71  |
| 2    | Negombo Youth Sports Club | 51  | 21 | 16 | 3 | 2  | 55 | 16 | +39  |
| 3    | Jupiter SC                | 49  | 21 | 16 | 1 | 4  | 41 | 19 | +22  |
| 4    | Pettah United SC          | 45  | 21 | 14 | 3 | 4  | 57 | 18 | +39  |
| 5    | Air Force Sports Club     | 44  | 21 | 14 | 2 | 5  | 43 | 18 | +25  |
| 6    | Navy SC                   | 43  | 21 | 13 | 4 | 4  | 42 | 17 | +25  |
| 7    | Renown Sports Club        | 41  | 21 | 12 | 5 | 4  | 45 | 17 | +28  |
| 8    | Ratnam Sports ClubT       | 36  | 21 | 11 | 3 | 7  | 48 | 23 | +25  |
| 9    | Cooray SC                 | 32  | 21 | 10 | 2 | 9  | 32 | 33 | -1   |
| 10   | Wanathamulla Youth SC     | 31  | 21 | 9  | 4 | 8  | 36 | 26 | +10  |
| 11   | Blue Star Sport Club      | 31  | 21 | 10 | 1 | 10 | 36 | 33 | +3   |
| 12   | Army SC                   | 31  | 21 | 9  | 4 | 8  | 33 | 42 | -9   |
| 13   | Java Lane SC              | 30  | 21 | 8  | 6 | 7  | 41 | 38 | +3   |
| 14   | Old Benedictans SC        | 28  | 21 | 9  | 1 | 11 | 27 | 35 | -8   |
| 15   | Police SC                 | 28  | 21 | 8  | 4 | 9  | 23 | 32 | -9   |
| 16   | Maligawatta Youth SC      | 19  | 21 | 5  | 4 | 12 | 23 | 54 | -31  |
| 17   | New Youngs SC             | 17  | 21 | 5  | 2 | 14 | 35 | 52 | -17  |
| 18   | Red Diamond SC            | 17  | 21 | 5  | 2 | 14 | 24 | 47 | -23  |
| 19   | Pelicans SC               | 16  | 21 | 5  | 1 | 15 | 24 | 59 | -35  |
| 20   | Hyline SC                 | 11  | 21 | 3  | 2 | 16 | 17 | 57 | -40  |
| 21   | Youngsters SC             | 10  | 21 | 3  | 1 | 17 | 25 | 63 | -38  |
| 22   | York SC                   | 0   | 21 | 0  | 0 | 21 | 15 | 94 | -79  |

|  | Qualification pour la Coupe d'Asie des clubs champions 2001-2002 |
|  | Qualification pour la Coupe des Coupes 2001-2002                 |
|  | T : Tenant du titre C : Vainqueur de la Coupe du Sri Lanka       |

## Bilan de la saison
| Championnat du Sri Lanka de football 2000-2001                        |                                  |
| Champion                                                              | Saunders Sports Club (10e titre) |
| Coupes et trophées                                                    |                                  |
| Vainqueur de la Coupe du Sri Lanka 2000-2001                          | Saunders Sports Club             |
| Qualifications continentales                                          |                                  |
| Coupe d'Asie des clubs champions 2001-2002                            | Saunders Sports Club             |
| Coupe des Coupes 2001-2002                                            | Negombo Youth Sports Club        |
| Promotions et relégations                                             |                                  |
| Promus en Bristol League                                              | Inconnu                          |
| Relégués en Championnat du Sri Lanka de football de deuxième division | Inconnu                          |